# Nina Scenna
Nina Hanna Mariana Scenna (Gotemburgo; 11 de abril de 1907 - Vällingby; 16 de septiembre de 1981), más conocida como Nina Scenna, fue una actriz sueca.

## Biografía
En 1932 se casó con el actor sueco Ivar Wahlgren, la pareja tuvo un hijo en 1937, el actor sueco Hans Wahlgren. 
Sus nietos son los actores suecos Niclas Wahlgren, la actriz Pernilla Wahlgren, el banquero Peter Wahlgren y el actor Linus Wahlgren.
Sus bisnietos son: el DJ sueco Oliver Ingrosso, el compositor Benjamin Wahlgren Ingrosso y la cantante Bianca Wahlgren Ingrosso y Theodor "Theo" Wahlgren (hijos de Pernilla), también de Tim Wahlgren, Kit Wahlgren (hijos de Niclas), Love Linn Wahlgren, Colin Wahlgren (hijos de Linus) y Hugo Wahlgren (hijo de Peter).
El 16 de septiembre de 1981 Nina murió en Vällingby, Estocolmo, Provincia de Estocolmo, en Suecia.

## Filmografía

### Series de televisión
Algunas de sus actuaciones en series televisivas son:
| Año  | Título                      | Personaje              | Notas                                           |
| ---- | --------------------------- | ---------------------- | ----------------------------------------------- |
| 1976 | Raskens                     | Madre de Ida           | 2 episodios - miniserie                         |
| 1973 | Ett köpmanshus i skärgården | Uljana                 | 4 episodios - miniserie                         |
| 1973 | Ett resande teatersällskap  | Mujer Fuera del Teatro | episodio "Teaterns underbara värld" - miniserie |
| 1964 | Petter kommer igen          | -                      | episodio "Bilfärden" - miniserie                |
| 1963 | Här kommer Petter           | Mujer en el Tren       | 2 episodios - miniserie                         |

### Películas
Algunas de sus actuaciones cinematográficas son:
| Año  | Título                | Personaje     | Notas |
| ---- | --------------------- | ------------- | --- |
| 1962 | Spöket på Canterville | Lucretia Otis | junto a Lauritz Falk, Lena Gester, Stig Gustavsson, Göran Hagvall, Else-Britt Hallberg y Rolf Nyqvist              |
| 1958 | Oh, mein Papa         | Tía Paula     | junto a Harry Ahlin, Gunnel Broström, Simon Edwardsen, Kerstin Görander, Ingvar Kjellson, Jan Malmsjö y Aino Taube |

### Teatro
| Año  | Obra           | Personaje  | Director (es)                                | Teatro                | Notas |
| ---- | -------------- | ---------- | -------------------------------------------- | --------------------- | ----- |
| 1961 | My Fair Lady   | Mrs Pearce | Lauritz Falk y Carl-Gustaf Kruuse af Verchou | Lorensbergs Cirkus    | -     |
| 1942 | Lille Napoleon | Agnes Toft | Max Hansen                                   | Vasateaterns          | -     |
| -    | Mäster Olof    | -          | -                                            | Swedish Radio Theatre | -     |